# Detlef Willand
Detlef Willand (* 14. April 1935 in Heidenheim an der Brenz; † 3. Januar 2022 in Hirschegg, Kleinwalsertal) war ein deutscher Holzschneider, Heimatforscher und Amateurarchäologe.

## Leben
Detlef Willand wurde 1935 in Heidenheim geboren und wuchs im Kleinwalsertal auf. 1951 begann er in Garmisch-Partenkirchen eine Holzschnitzerlehre und besuchte ab 1955 die Fachschule für Holzschnitzerei Partenkirchen. Er wirkte dann als Restaurator beim Wiederaufbau der Münchner Residenz mit. 1960 kehrte er in das Kleinwalsertal zurück und eröffnete ein eigenes Bildhaueratelier, das er jedoch schon 1962 durch einen Brand verlor.
Seit 1967 beschäftigte sich Detlef Willand intensiv mit der graphischen Kunstform des Holzschnitts, wobei er seine Themen vornehmlich aus dem Bereich der Mystik, der Naturwissenschaft, der Philosophie und der Religion wählte.
1972 wurde er Mitglied der Künstlergruppe der Hans-Thoma-Gesellschaft und hatte 1977 seine erste Einzelausstellung in der Städtischen Galerie Albstadt, auf die zahlreiche Ausstellungen im In- und Ausland folgten. 1981 und 2014 hatte er eine Einzelausstellung in der Galerie im Unteren Tor in Bietigheim-Bissingen.
Detlef Willand ist Inhaber des Oberallgäuer Kunstpreises (1985), Preisträger der Stiftung Bibel und Kultur (2000) und Träger der Ehrenurkunde der 6. Triennale Mondiale D’Estampes. 2005 erhielt er den Johann Georg Grimm Preis des Kultur-Förderkreises Allgäu und 2012 das Bundes-Ehrenzeichen der Republik Österreich für Verdienste um Walser Volkskultur.
Er starb am 3. Januar 2022 im Alter von 86 Jahren in Hirschegg im Kleinwalsertal.

## Wirken
Der vielseitige Detlef Willand nutzte den Holzschnitt, der als Urform des modernen Buchdrucks lange Zeit wichtiges Mittel zur Popularisierung von Ideen war, seinerseits ebenfalls zur Darstellung und Verbreitung seiner Erkenntnisse und Stellungnahmen zu aktuellen Themen. Er gehörte zu den holzschneidenden Künstlern, die an die Wiederentdeckung des Holzschnitts durch die Expressionisten anknüpfen und ihn als eigenständiges Medium weiterentwickeln. Dessen Elemente (Klare Schnitte, scharfe Konturen, starke Abstraktionen, überzogene Farbgebung) gaben Willands Werken und Zyklen die gewünschte Ausdruckskraft. Ein Beispiel hierzu ist der Zyklus Ein Totentanz im Gebirge, in dem Willand seine Kritik an kommerziellen kultur- und naturfeindlichen Bestrebungen im Alpenraum ausdrückt.
Willand verbindet in seinen Textpassagen über die Situation des Menschen eigene Erkenntnisse mit denen prominenter Denker verschiedener Jahrhunderte. Die Ergebnisse veranlassen andere Autoren, Detlef Willand als Zeitzeugen zu erwähnen oder ihm eigene Beiträge zu widmen. Bemerkenswert ist auch Willands Untermauerung der These, die seltsame alttestamentliche Geschichte von der Vertreibung Adams und Evas aus dem Paradies beschreibe den zeitlich dazu passenden entscheidenden Übergang von der nomadischen besitz- und deshalb kriegslosen (paradiesischen) Jägerkultur zur sesshaften besitzenden Ackerbaukultur.
Detlef Willand machte sich auch um die Dokumentation der Walser Volkskultur (Walser Geschichte, Sagenwelt, Bauernkultur der Walser, alte Wegverbindungen) verdient. 2003 beteiligte er sich an der Gestaltung der Bergschau Walserhaus Hirschegg und 2010 schuf er den „Steinmänner-Brunnen“ an der Gipfelstation der Walmendingerhornbahn im Kleinwalsertal.
Willand fand 1998 auf der Schneiderkürenalpe im Ifengebiet unter einem überhängenden Felsen Spuren der Anwesenheit mittelsteinzeitlicher Jäger. Obwohl die Wissenschaft dem „vertraeumten Künstler“ zunächst die kalte Schulter zeigte (Vorarlberg sei steinzeitlich unergiebig), gelang es ihm schließlich, Walter Leitner von der Universität Innsbruck für einen selbst finanzierten Versuch zu interessieren. Auf einem langen Weg voller Widerstände und Rückschläge entwickelte sich auf der Schneiderkürenalpe eine wissenschaftlich hochrangige Fundstätte steinzeitlichen Lebens, deren Bedeutung durch das Aufspüren (ebenfalls durch Detlef Willand und seinen Archäologischen Freundeskreis) eines steinzeitlichen Bergwerks auf dem Feuerstein – des ältesten im alpinen Raum – noch übertroffen wurde. Seitdem gilt Detlef Willand als der Motor für die österreichischen paläontologisch-archäologischen Aktivitäten im Kleinwalsertal.

## Veröffentlichungen
- Alte Sprichwörter - Allgäu, Bregenzerwald, Walsertal
- Reise zum Delischen Apoll
- Der Weg : [eine Pilgerreise nach Santiago de Compostela], 1996, ISBN 3-924099-49-9
- Holzschneiden 1970 - 2005, Bildband und Werkverzeichnis. 2005[12]
- Kleine Geschichte der Walser im Kleinen Walsertal. 2006
- mit Anton Amann: Wort ond Bildr. 2008
- mit Dorothee und Rudolf Schnellbach (Fotografen): Wönsch Glück em Schtall (vergriffen; ohne Erscheinungsjahr)
- Die Antworten der Rabenfrau. Begegnungen mit Jägern und Hirten der Vorzeit. Allgäu – Kleinwalsertal - Vorarlberg. Kunstverlag Josef Fink, Lindenberg 2009, ISBN 978-3-89870-572-1
- mit Anton Amann: Das Buoch soll Krafft und Macht haben. Alpbücher im Kleinwalsertal 1541–1914, Walserdruck, Riezlern 2013.[13]
- Alte Wege im Walsertal und die Rodordnung von 1573

## Ausstellungskataloge und Sammelbände
- Willand : [Zeichn., Holzschn. 1970 - 1980], Murnau : Verlag Das Werkstattbuch, 1980, ISBN 3-921773-01-6
- Detlef Willand, Holzschnitte, Radierungen : [zur Ausstellung „Detlef Willand“ im November 1981 in der Galerie im Unteren Tor Bietigheim] / [Hrsg. Galerie im Unteren Tor Bietigheim]
- Detlef Willand : Holzschnitte und Zeichnungen ; Städtische Galerie Albstadt, 16. Juli – 3. September 1995 / [Ausstellung und Katalog: Detlef Willand und Adolf Smitmans], ISBN 3-923644-64-7